# Johanne Krebs
Johanne Cathrine Krebs (ur. 21 kwietnia 1848 w Byrum, zm. 1 kwietnia 1924 w Kopenhadze) – duńska malarka, działaczka na rzecz praw kobiet. Zaangażowana w założenie żeńskiego wydziału na Królewskiej Duńskiej Akademii Sztuk.

## Życiorys
Urodziła się 21 kwietnia 1848 roku w Byrum. Jej ojciec przyjaźnił się z malarzami P.C. Skovgaardem oraz Johanem Thomasem Lundbye, na cześć którego nadano jej imię Johanne. W latach 1869 i 1871 pobierała lekcje malarstwa u Skovgaarda, po czym w latach 1875–1877 rozwijała talent w Monachium, które oferowało kobietom szerszy dostęp do edukacji. W latach 1880–1881 uczyła się w Tegneskolen for Kvinder, szkole rysunku założonej w 1875 przez kobiece stowarzyszenie Dansk Kvindesamfund. Zadebiutowała w 1880 roku na dorocznej wystawie Charlottenborgs Forårsudstilling, w której wzięła udział łącznie osiem razy. W 1891 roku współzałożyła zrzeszenie artystów Den frie Udstilling (pol. „wolna wystawa”), które powstało w reakcji na cenzurę Charlottenborgs Forårsudstilling. Do końca życia brała udział w wystawach zrzeszenia.
Zaangażowana w walkę o prawa malarek, Krebs była jedną z głównych osób forsujących dopuszczenie kobiet do studiów na Królewskiej Duńskiej Akademii Sztuk. Otwarcie mówiła, iż prywatne i drogie szkoły dla kobiet, których poziom nie dorównywał zajęciom na akademii, nie mogą stanowić jej zastępstwa. Swoje argumenty przedstawiła w 1888 roku w serii artykułów dla „Politiken”, wypowiadała się także na łamach „Tilskueren” i „Kvinden og Samfundet”. W publicznej debacie, która wywiązała się na łamach „Politiken” i „Morgenbladet”, pozycji akademii bronił architekt Vilhelm Klein. W obliczu pogłębiającej się krytyki ze strony Krebs, w październiku 1888 roku otworzono Kunstakademiets Kunstskole for Kvinder – wydział akademii dla kobiet. Krebs pełniła tam funkcję inspektora aż do czasu połączenia wydziału z męską częścią akademii w 1908 roku. W 1893 roku, na łamach „Kvinden og Samfundet”, zajęła się kwestią oczekiwań społecznych wobec kobiet zajmujących się sztuką. Tego samego roku współorganizowała udział artystek na Wystawie Światowej w Chicago.
Specjalizowała się w realistycznych portretach oddających głębię psychologiczną modela, często malując działaczki na rzecz praw kobiet, zaprzyjaźnione artystki czy członków rodziny. Pod koniec życia, podczas letnich pobytów w Dalum, zaczęła malować pejzaże, kwiaty i wnętrza. Zmiana w doborze tematów dzieł spotkała się z falą krytyki.
Zmarła 1 kwietnia 1924 roku w Kopenhadze.